# Riccardia insularis
Riccardia insularis là một loài rêu trong họ Aneuraceae. Loài này được Schiffner mô tả khoa học đầu tiên năm 1906. Danh pháp khoa học của loài này chưa được làm sáng tỏ. 